# Хоуптаун (ЮАР)
Хоуптаун (англ. Hopetown) — город в Северо-Капской провинции ЮАР, расположенный на краю Большого Кару, на засушливом склоне, спускающемся к реке Оранжевой.

## История
Хоуптаун был основан в 1850 году. В то время сэр Гарри Смит расширил северную границу Капской колонии до Оранжевой реки. Несколько поселенцев заявили права на землю, где был естественный переход через реку Оранжевая. К 1854 году здесь уже был приграничный город.
Хоуптаун был назван в честь Уильяма Хоупа, генерального аудитора и секретаря правительства Капской колонии в то время. Часто его путают с городом в Свободном государстве, Южная Африка, который называется Хупстад.
Хоуптаун был тихим местом, где занимались сельским хозяйством. Однако в 1867-1869 годах здесь нашли несколько крупных алмазов. Самые известные из них — «Эврика» и «Звезда Южной Африки».
В 1872 году были основаны Государственные железные дороги Кейпа. Правительство Кейпа решило проложить главную западную линию через Хоупстаун. Она должна была соединить алмазные месторождения Кимберли и Кейптаун на побережье. В 1884 году переход через реку Оранжевая был заменён на железнодорожный мост.

## Достопримечательности
- Музей Хоуптауна (расположен в здании бывшей тюрьмы).
- Музей алмазодобычи.
- Национальный парк Кару (находится недалеко от Хоуптауна).